# Sigma Scorpii
Sigma Scorpii (σ Sco / σ Scorpii, conosciuta anche come Al Niyat) è una stella multipla, composta da quattro componenti, appartenente alla costellazione dello Scorpione. Nonostante abbia magnitudine apparente 2,90, è solo l'undicesima stella in ordine di luminosità all'interno della costellazione. Ciò è dovuto alla ricchezza di stelle con magnitudine apparente inferiore a 3 che lo Scorpione può vantare. Si tratta infatti della costellazione che ha il maggior numero di stelle aventi questa luminosità. Il nome proprio Al Niyat può confondere in quanto è attribuito anche a Tau Scorpii o all'asterismo formato da σ e τ Scorpii.

## Osservazione
Sigma Scorpii è una delle stelle che formano la testa dello Scorpione. Si individua abbastanza facilmente in quanto si trova a circa tre gradi a nord-ovest di Antares, la stella più luminosa della costellazione. Essa in particolare si trova fra Antares e l'arco di tre stelle luminose che formano la parte anteriore della figura mitologica: Graffias, Dschubba e Pi Scorpii.
Essendo posta 25° sotto l'equatore celeste, Sigma Scorpii è una stella dell'emisfero australe. Le sue possibilità di osservazione nell'emisfero boreale sono tuttavia abbastanza ampie. Essa è infatti osservabile fino al 65º parallelo N, cioè quasi fino al circolo polare artico. Restano escluse solo buona parte della Groenlandia, le regioni più settentrionali del Canada e della Russia, oltre che l'Islanda e parte della Svezia e della Norvegia. D'altra parte questa stessa declinazione comporta che essa sia circumpolare solo più a sud del 65º parallelo S, cioè solo nelle regioni del continente antartico.
I mesi migliori per la sua osservazione sono quelli che corrispondono all'estate boreale, da maggio ad agosto.

## Ambiente galattico

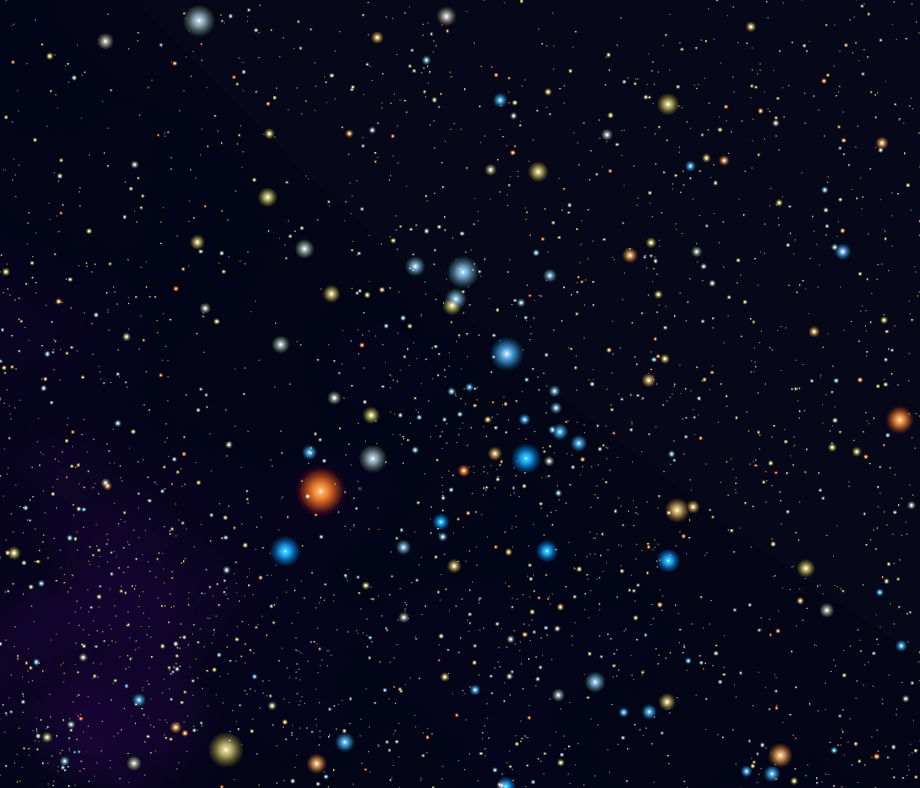
Il gruppo Scorpione superiore

Sigma Scorpii fa parte, come molte stelle brillanti della costellazione dello Scorpione, dell'associazione stellare Scorpius-Centaurus, l'associazione OB più vicina alla Terra. Questa associazione è molto estesa, essendo formata da forse 1.200 stelle con masse pari o superiori alle 15 M☉. Esse si sono formate in un tempo compreso fra i 5 e i 17-22 milioni di anni. Le stelle più massicce dell'associazione sono probabilmente già esplose in supernovae, che hanno dato origine ad ulteriori fenomeni di formazione stellare.
L'associazione Scorpius-Centaurus è divisa in tre sottogruppi di stelle, chiamati Scorpione superiore, Centauro superiore-Lupo e Centauro inferiore-Croce. Sigma Scorpii fa quasi sicuramente parte del primo di questi sottogruppi, noto anche come Associazione di Antares, sebbene non sia chiaro se Antares faccia parte del sottogruppo o meno. L'associazione Scorpione superiore, che comprende le stelle poste in corrispondenza della testa dello Scorpione, è il sottogruppo più giovane dei tre, essendosi formato circa 5 milioni di anni fa. La distanza media del sottogruppo dalla Terra è circa 500-600 anni luce. Sigma Scorpii, in particolare, dista da noi 620 ± 60 anni luce.
In prossimità di Sigma Scorpii si può osservare la nebulosa a emissione e a riflessione Sh2-9, che viene fatta brillare proprio da questa stella. Parte della nube si limita a riflettere la radiazione di Sigma Scorpii (che nel visibile è di colore azzurro), mentre la parte che riceve più intensamente tale radiazione viene ionizzata ed emette a sua volta una luce di colore rossastro. Il gas che forma la nebulosa è probabilmente un residuo della grande nube molecolare da cui si è formato il sottogruppo dello Scorpione superiore.

## Caratteristiche

### Il sistema
Il sistema stellare di Sigma Scorpii è formato da quattro componenti. Tramite i telescopi se ne possono risolvere tre: a 0,4 secondi d'arco dalla principale, che ha magnitudine 2,9 e che è chiamata Sigma Scorpii A, si può osservare una stella azzurra di magnitudine 5,2, chiamata Sigma Scorpii C; più distante, a 20 secondi d'arco, è risolvibile un'altra componente azzurro-bianca più debole, di magnitudine 8,7, chiamata Sigma Scorpii B. La principale è sua volta una binaria spettroscopica, formata da due componenti, che orbitano l'una intorno all'altra con un periodo di 33 giorni. L'età del sistema è stimata essere 10 milioni di anni, ma questa stima è solo in parte compatibile con l'appartenenza del sistema al sottogruppo dello Scorpione superiore, visto che l'età media di quest'ultimo è 5 milioni di anni.

### Il sistema Sigma Scorpii A
Le due componenti di Sigma Scorpii A sono costituite da una stella gigante di classe spettrale B1 e di una stella di sequenza principale di classe B1. A volte la stella di sequenza principale viene classificata come appartenente alla classe spettrale O9. Le due componenti orbitano l'una intorno all'altra in un'orbita moderatamente eccentrica: in uno studio del 2007 è stata calcolato e = 0.3220, ma studi precedenti riportano eccentricità più accentuate. L'orbita è inclinata di 158° rispetto alla nostra visuale e ha un semiasse maggiore di 0,38 ± 0,07 UA (circa 57 milioni di km) e un semiasse minore di 0,25 ± 0,03 UA, pari a circa 37 milioni di km.

### La principale di Sigma Scorpii A

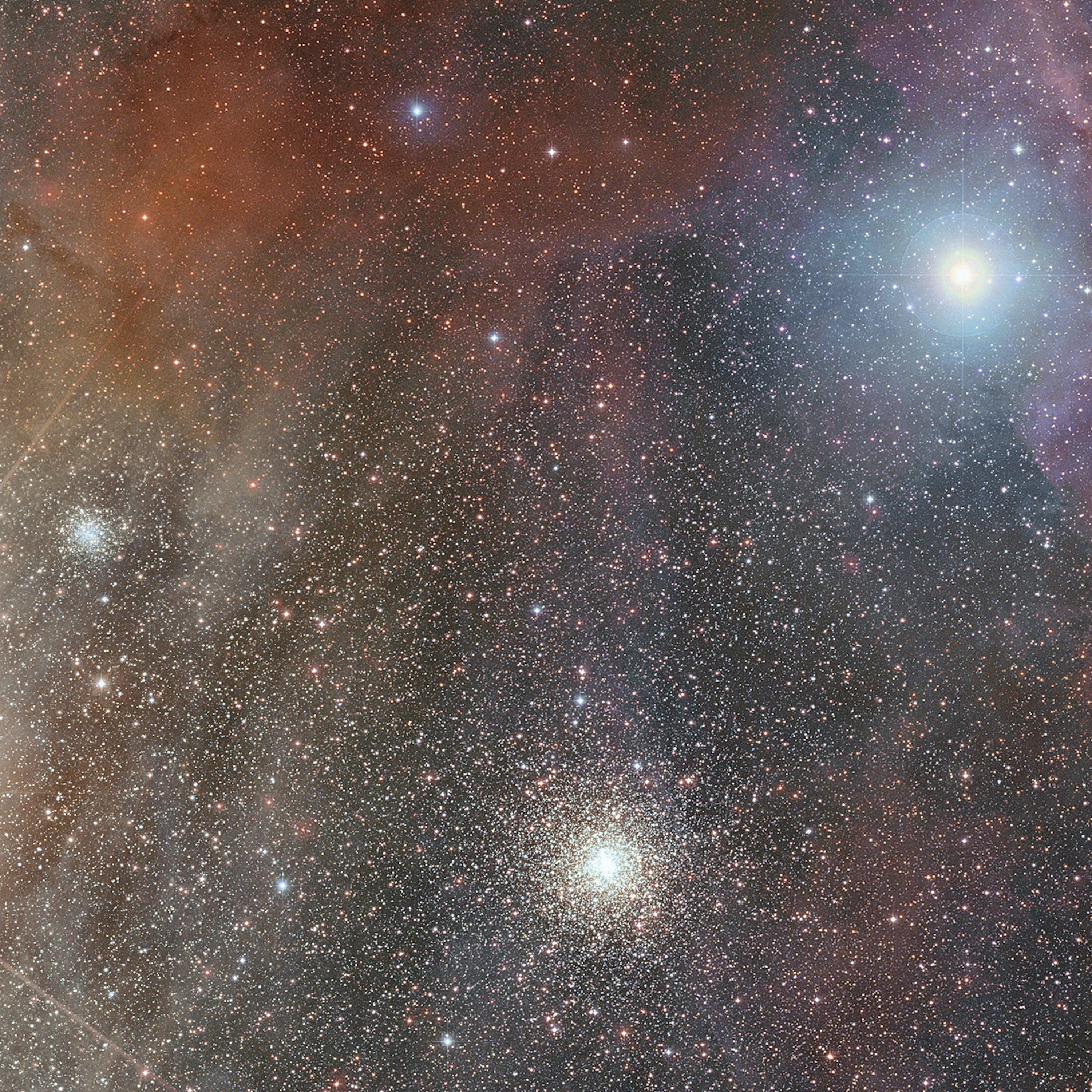
Sigma Scorpii in alto a destra. Nell'immagine sono visibili inoltre due ammassi globulari: M4 (in basso al centro) e NGC 6144 (al centro del bordo sinistro).

Tra le due stelle che compongono la coppia Sigma Scorpii A, la stella gigante è la più massiccia. Infatti essa ha già abbandonato la sequenza principale e si trova pertanto in uno stadio di evoluzione più avanzato di quello della sua compagna. Poiché tanto più una stella è massiccia, tanto più veloce è la sua evoluzione, ne segue che la stella gigante ha una massa maggiore della sua compagna. La sua massa è calcolata essere 18,4 ± 5,4 volte quella del Sole e il suo raggio 12,7 ± 1,8 volte quello della nostra stella. Stelle di queste dimensioni e di questa massa sono molto luminose: questa stella è infatti 29.000 ± 8.000 volte più luminosa di quanto non lo sia il Sole e la sua magnitudine assoluta è −4,12 ± 0,34.
Questa stella è anche una variabile del tipo Beta Cephei. Si tratta di stelle che hanno da poco abbandonato la sequenza principale e che pulsano contraendosi ed espandendosi ritmicamente. Il massimo di luminosità si registra nel momento di massima contrazione della stella. Si tratta di solito di stelle che appartengono alle prime sottoclassi della classe spettrale B e hanno masse comprese tra le 9 e le 17 M⊙. Le variazioni della principale del sistema Sigma Scorpii A possono essere spiegate mediante la sovrapposizione di quattro differenti periodi, due dei quali sono rilevabili anche mediante variazioni nella velocità radiale: questi ultimi hanno durata 0,2468 e 0,2396 giorni e ampiezza, rispettivamente, di 0,007 e 0,02 magnitudini. In particolare quest'ultimo periodo domina sia le variazioni di luminosità che quelle della velocità radiale. Come in tutte le variabili Beta Cephei, l'ampiezza della variazione del periodo dominante non è costante in tutte le lunghezze d'onda ed è particolarmente accentuata nell'ultravioletto. Invece la variazione del periodo secondario è costante in tutte le lunghezze d'onda. Inoltre mentre il periodo dominante determina una differenza della temperatura superficiale della stella di circa 2.500-4.000 K, il periodo secondario determina cambiamenti di temperatura insignificanti.
La curva disegnata dalla variazione principale non è sinusoidale, ma è maggiormente scoscesa nella fase discendente che in quella ascendente. Inoltre nella fase discendente si presenta un breve periodo in cui non si registra alcuna variazione. Infine questo periodo si sta leggermente allungando, al ritmo di 3 secondi per secolo. Questo allungamento del periodo di variazione sembra tipico delle variabili Beta Cephei che hanno un nucleo di elio inerte e che stanno fondendo una shell di idrogeno intorno ad esso. La principale di Beta Scorpii A si trova quindi probabilmente in questa fase evolutiva.

### La secondaria di Sigma Scorpii A
La secondaria di Sigma Scorpii A è una stella di sequenza principale che si trova fra la classe spettrale O e quella B e che è stata variamente classificata come O9 o O9,5 o B1. In ogni caso si tratta, data la sua classe, di una stella massiccia e luminosa, sebbene non come la principale. La sua massa è stimata essere, infatti, 11,9 ± 3,1 volte quella del Sole. Con una magnitudine assoluta −3,32 ± 0,34, questa stella è 16.000 ± 4.000 volte più luminosa del Sole. Uno dei fattori che determina questa notevole brillantezza è dato dall'elevata temperatura superficiale, che si aggira intorno ai 25.000 K e che fa sì che una consistente porzione della sua radiazione sia distribuita nelle frequenze dell'ultravioletto.

### Sigma Scorpii B e C
Sigma Scorpii C è una stella azzurra di sequenza principale che orbita intorno al sistema di Sigma Scorpii A. La sua distanza dalla coppia centrale è almeno 120 UA (circa 18 miliardi di km), cioè almeno quattro volte la distanza fra il Sole e Nettuno. La sua classe spettrale è B7.
Sigma Scorpii B è anch'essa una stella azzurra di sequenza principale, ma un po' meno massiccia di Sigma Scorpii C, essendo classificata come stella di classe B9,5. Essa dista dalle sue tre compagne almeno 4500 UA (675 miliardi di km).

## Etimologia
Il nome proprio Al Niyat deriva dall'in arabo  النياط‎?, al-niyāţ, che significa le arterie. Questo nome ha origine dal fatto che gli arabi consideravano Antares (α Scorpii), la stella più luminosa dello Scorpione, come il cuore di questa costellazione, sia per la sua posizione al centro della costellazione che per il suo colore rosso. Di conseguenza le stelle brillanti nelle vicinanze di Antares, Sigma Scorpii e Tau Scorpii, venivano concepite come le arterie che si dipartono dal cuore.